# Olympische Sommerspiele 1960/Reiten
Bei den XVII. Olympischen Sommerspielen 1960 in Rom wurden fünf Wettbewerbe im Reiten ausgetragen. Eine Mannschaftswertung der Dressur fand in diesem Jahr nicht statt.

## Dressur

### Einzel
| Platz | Land | Reiter und Pferd              | Punkte |
| ----- | ---- | ----------------------------- | ------ |
| 1     | URS  | Sergei Filatow auf „Absent“   | 2144   |
| 2     | SUI  | Gustav Fischer auf „Wald“     | 2087   |
| 3     | EUA  | Josef Neckermann auf „Asbach“ | 2082   |

Weitere Ergebnisse der deutschen Reiter:

7. Rosemarie Springer auf „Doublette“.
Absent war der Sohn von Arab, des Pferdes, auf dem Marschall Shukow im Juni 1945
die Siegesparade auf dem Roten Platz in Moskau anlässlich der Beendigung des Zweiten Weltkrieges abnahm.

## Springreiten

### Einzel
| Platz | Land | Reiter und Pferde                | Strafpunkte |
| ----- | ---- | -------------------------------- | ----------- |
| 1     | ITA  | Raimondo D’Inzeo auf „Posillipo“ | 12          |
| 2     | ITA  | Piero D’Inzeo auf „The Rock“     | 16          |
| 3     | GBR  | David Broome auf „Sunsalve“      | 23          |

Ergebnisse der deutschen Reiter:

5. Hans Günter Winkler auf „Halla“

6. Fritz Thiedemann auf „Meteor“

26. Alwin Schockemöhle auf „Ferdl“

### Mannschaft
| Platz | Land | Reiter und Pferd                                                                                     | Strafpunkte |
| ----- | ---- | --- | ----------- |
| 1     | EUA  | Alwin Schockemöhle auf „Ferdl“ Fritz Thiedemann auf „Meteor“ Hans Günter Winkler auf „Halla“         | 46,5        |
| 2     | USA  | Frank Chapot auf „Trail Guide“ George H. Morris auf „Sinjon“ William Steinkraus auf „Ksar d'Espritt“ | 66          |
| 3     | ITA  | Piero D’Inzeo auf „The Rock“ Raimondo D’Inzeo auf „Posillipo“ Antonio Oppes auf „The Scholar“        | 80,5        |

## Vielseitigkeit

### Einzel
| Platz | Land | Reiter und Pferd                 | Punkte |
| ----- | ---- | -------------------------------- | ------ |
| 1     | AUS  | Lawrence Morgan auf „Salad Days“ | 7,5    |
| 2     | AUS  | Neale Lavis auf „Mirrabooka“     | −16,5  |
| 3     | SUI  | Anton Bühler auf „Gay Spark“     | −52,21 |

Ergebnisse der deutschen Reiter:

14. Gerhard Schulz auf „Wanderlilli“

18. Reiner Klimke auf „Winzerin“

### Mannschaft
| Platz | Land | Reiter und Pferde                                                                              | Punkte  |
| ----- | ---- | ---------------------------------------------------------------------------------------------- | ------- |
| 1     | AUS  | Neale Lavis auf „Mirrabooka“ Lawrence Morgan auf „Salad Days“ Bill Roycroft auf „Our Solo“     | −128,18 |
| 2     | SUI  | Anton Bühler auf „Gay Spark“ Rudolf Günthardt auf „Atbara“ Hans Schwarzenbach auf „Burn Trout“ | −386,71 |
| 3     | FRA  | Jack Le Goff auf „Image“ Guy Lefrant auf „Nicias“ Jehan Le Roy auf „Garden“                    | −415,17 |

Der Australier Bill Roycroft stürzte während der Geländeprüfung und erlitt eine Gehirnerschütterung und einen Schlüsselbeinbruch. Da seine Aufgabe den Ausschluss der australischen Mannschaft bedeutet hätte, ritt er am folgenden Tag dennoch die Springprüfung und ermöglichte so der Mannschaft den Gewinn der Goldmedaille. Die deutsche Mannschaft schied aus dem Wettbewerb aus.